# Витачища
Витачища (на гръцки: Κρηνίδα, Кринида, катаревуса: Κρηνίς, Кринис, до 1956 Βιτάστα, Витаста) е село в Егейска Македония, Гърция, дем Амфиполи, област Централна Македония.

## География
Витачища е разположено в северозападното подножие на планината Кушница (Пангео). Селото се намира на около 7 километра северно от Кюпкьой (Проти).

## История

### Етимология
Според Йордан Н. Иванов името е патроним от изчезналото лично име *Витач от Вито, съкратено от Витомир и наставка – ач.

### В Османската империя
В османски данъчни регистри на немюсюлманското население от вилаета Зъхна от 1659 – 1660 година е отбелязано, че Витачища наброява 43 джизие ханета (домакинства).
Църквата „Успение Богородично“ е трикорабна базилика от XIX век.
Гръцка статистика от 1866 година показва Витаста (Βιτάστα) като село с 900 жители гърци и 300 турци.
Александър Синве ("Les Grecs de l’Empire Ottoman. Etude Statistique et Ethnographique"), който се основава на гръцки данни, в 1878 година пише, че във Витатиста (Vitatista) живеят 1200 гърци.
В „Етнография на вилаетите Адрианопол, Монастир и Салоника“, издадена в Константинопол в 1878 година и отразяваща статистиката на населението от 1873 г., Виталчища (Vitalchischta) е посочено като село с 299 домакинства и 90 жители мюсюлмани и 700 гърци. В 1889 година Стефан Веркович (Топографическо-этнографическій очеркъ Македоніи) отбелязва Витачиста (Виташта) като село с 20 български, 106 гръцки и 28 турски къщи.
Георги Стрезов в 1891 година определя Витачища като гръцко село и пише:
| „ | Зъхненско има най-плодородна почва; селата по долината на Анджиска и покрай Пърнар дават най-мното и най-добро качество памук, който специално се обработва в селата Лъковик, Кюпкьой, Витачища и Кормища. | “ |

Към 1900 година според статистиката на Васил Кънчов („Македония. Етнография и статистика“), населението на Витачища брои 100 българи, 175 турци и 1100 гърци. По данни на секретаря на Българската екзархия Димитър Мишев („La Macédoine et sa Population Chrétienne“) в 1905 година във Витачище (Vitatchichté) има 1650 гърци.

### В Гърция
След Междусъюзническата война селото попада в Гърция. Според преброяването от 1928 година селото е смесено местно-бежанско с 49 бежански семейства и 185 души. В 1956 година селото е прекръстено на Кринис.
В 1994 година Витачищкото училище е обявено за паметник на културата.
| Име                   | Име           | Ново име      | Ново име      | Описание                                                       |
| --------------------- | ------------- | ------------- | ------------- | -------------------------------------------------------------- |
| Леси или Деси или Леи | Λεί Λάκκος    | Аркудорема    | Άρκουδόρεμα   | река на И от Витачища                                          |
| Йенеачма              | Γενεάτσμα     | Корифи        | Κορυφή        | възвишение СИ от Витачища, над левия бряг на Драматица (124 m) |
| Ташлък                | Στενά Τασλίκι | Стена Петрас  | Στενά Πέτρας  | пролом на Драматица С от Витачища                              |
| Килтириси             | Κιλτίρισι     | Вромотопос    | Βρομότοπος    | местност С от Витачища по левия бряг на Драматица              |
| Тузлису               | Τουαλίσου     | Алмиротопос   | Άλμυροτοπος   |                                                                |
| Кални кавак           | Καλνί Καβάκι  | Матомено Рема | Ματωμένο Ρέμα | река на И от Витачища                                          |
| Кара баир             | Κάραξ Μπαΐρ   | Мавротопос    | Μαυρότοπος    |                                                                |
| Пикирджик             | Πικιρτζίκ     | Агнон Рема    | Άγνόν Ρέμα    | река Ю от Витачища                                             |

## Личности
Родени в Витачища
- Атанасиос Караманис (1911 – 2012), гръцки псалт на Вселенската патриаршия в Цариград
- Аргириос Псарис (1913 – 1985), гръцки политик